# Лиссе, Дирк ван дер
Дирк ван дер Лиссе (нидерл. Dirck van der Lisse; 6 августа 1607, Гаага — похоронен 31 января 1669, Гаага) — голландский живописец Золотого века голландскoго искусства. Работал в Гааге.

## Биография
Ван дер Лиссе родился в Гааге, в семье Авраама Класа ван дер Лиссе и Дирке Диркс ван Свитен. Учился живописи у Корнелиса ван Пуленбурга, а затем, с 1626 года, жил в Утрехте; между 1635 и 1640 годами попеременно между Утрехтом и Гаагой. В 1639 году в Гааге он женился на Петронелле ван дер Хове, и в 1640 году переехал в Утрехт, а в 1642 году переехал в Амстердам, в том же году родился его второй сын, который умер в младенчестве. Вторым браком Дирк ван дер Лиссе женился также в Гааге 2 мая 1648 года на Марии Бот ван дер Эм.
В 1644 году Дирк ван дер Лиссе был принят в гаагскую Гильдию Святого Луки, а в 1656 году он стал городским магистратом и участвовал в создании нового объединения «Братства живописцев» (Confrerie Pictura), местного клуба живописцев, не удовлетворённых уставом Гильдии Святого Луки.
В 1659—1669 годах Дирк ван дер Лиссе был бургомистром Гааги.

## Творчество
Дирка ван дер Лиссе называли «лучшим учеником Корнелиса ван Пуленбурга». Его ранние картины часто представляли собой пейзажи с нимфами, близкие по стилю, который использовал его учитель около 1630 года, и даже иногда ошибочно принимались на аукционах за произведения самого ван Пуленбурга. В 1635 году он был одним из четырёх художников, которым было поручено работать над «Пастором веры» Фридриха Генриха, принца Оранского, написав одну из главных сцен и один из четырёх дополнительных пейзажей. Позднее художник в значительной степени отказался от пасторальных пейзажей в пользу более прибыльной портретной живописи. Несмотря на его очевидный успех как живописца-портретиста, его картины относительно редко встречаются в описях и аукционных каталогах до 1640 года. В санкт-петербургском Эрмитаже имеются три картины Дирка ван дер Лиссе.

## Галерея
- Диана и нимфы. Дерево, масло. Музей коллекции Иоанна Павла II, Варшава
- Лесной вид с купающимися нимфами. Частное собрание
- Лот с дочерьми на фоне горящих Содома и Гоморры. Художественное собрание, Шверин
- Отдых на пути в Египет. Государственный Эрмитаж, Санкт-Петербург
- Классический римский пейзаж со спящими нимфами. Дерево, масло. Частное собрание
- Сатир, играющий на флейте для пастушки. Бумага, сепия. Библиотека университета, Лейден